# Priscillia Annen
Priscillia Annen (* 4. Juni 1992 in Gstaad) ist eine ehemalige Schweizer Freestyle-Skierin. Sie startete in der Disziplin Skicross.

## Werdegang
Annen, die für den SC Lauenen startete, nahm im Januar 2011 in Zweisimmen erstmals am Europacup teil, wobei sie den 11. Platz errang. In der Saison 2011/12 kam sie mit zwei ersten sowie einem dritten Platz auf den dritten Rang in der Skicross-Wertung des Europacups. Zudem wurde sie Schweizer Meisterin im Skicross und startete in Innichen erstmals im Freestyle-Skiing-Weltcup, wobei sie die Plätze 34 und 26 errang. In der Saison 2012/13 erreichte sie im Europacup mit den Plätzen zwei und eins den fünften Platz in der Skicross-Wertung und mit dem achten Platz in Megève ihr bestes Ergebnis im Weltcup. Diese Platzierung wiederholte sie im Januar 2015 in Val Thorens. Bei ihrer einzigen Teilnahme an Olympischen Winterspielen im Februar 2018 in Pyeongchang belegte sie den 23. Platz und siegte im folgenden Monat bei den Schweizer Meisterschaften im Skicross. In der Saison 2018/19 erreichte sie mit dem 18. Platz im Skicross-Weltcup ihr bestes Gesamtergebnis und absolvierte in Veysonnaz ihren 33. und damit letzten Weltcup, welchen sie auf dem 16. Platz beendete. Beim Saisonhöhepunkt, den Weltmeisterschaften 2019 in Solitude, fuhr sie auf den 20. Platz.

## Erfolge

### Olympische Spiele
- 2018 Pyeongchang: 23. Platz Skicross

### Weltmeisterschaften
- 2019 Solitude: 20. Platz Skicross

### Weltcupwertungen
| Saison  | Gesamt | Gesamt | Skicross | Skicross |
| Saison  | Platz  | Punkte | Platz    | Punkte   |
| ------- | ------ | ------ | -------- | -------- |
| 2011/12 | -      | -      | 49.      | 5        |
| 2012/13 | 128.   | 7      | 28.      | 71       |
| 2013/14 | 164.   | 4      | 32.      | 48       |
| 2014/15 | 119.   | 5,09   | 30.      | 56       |
| 2015/16 | 178.   | 1,33   | 36.      | 16       |
| 2017/18 | 156.   | 5      | 29.      | 50       |
| 2018/19 | 78.    | 14,45  | 18.      | 159      |

### Europacup
- Saison 2011/12: 3. Skicross-Wertung
- 6 Podestplätze im Europacup, davon 3 Siege

### Juniorenweltmeisterschaften
- 2012 Chiesa in Valmalenco: 6. Platz Skicross